# David W. Winkler
David Ward Winkler (* 2. Juni 1955 in Sacramento, Kalifornien) ist ein US-amerikanischer Ornithologe.

## Leben
Von 1974 bis 1975 arbeitete Winkler als Ornithologe im Farallon Islands National Wildlife Refuge. 1975 war er Ornithologe beim United States Forest Service. Von 1975 bis 1977 war er zoologischer Berater an der University of California, Davis. 1977 erlangte er den Bachelor of Science an der University of California, Davis in Zoologie. 
Von 1978 bis 1981 war er Lehrassistent und wissenschaftlicher Mitarbeiter an der University of California, Berkeley in den Bereichen Embryologie, Naturgeschichte, Populationsökologie und Allgemeine Biologie. 1983 wurde er mit der Dissertation Ecological and behavioral determinants of clutch size: the California Gull (Larus californicus) in the Great Basin zum Ph.D. in Zoologie an der University of California, Berkeley promoviert. Während seiner Studienzeit in Berkeley arbeitete er unter anderen mit dem Ornithologen Frank A. Pitelka zusammen. 
Von 1983 bis 1984 forschte er im Rahmen eines Thord-Gray- und Fulbright-Stipendiums an der Universität Göteborg, wo er mit Malte Andersson zusammenarbeitete. Von 1984 bis 1985 absolvierte er ein NATO-Postdoktoranden-Stipendium am Edward Grey Institute der University of Oxford in England. Von 1985 bis 1988 war er Lecturer in Ökologie, Evolution und Ornithologie sowie wissenschaftlicher Mitarbeiter an der Abteilung für Ökologie und Systematik der Cornell University. Von 1988 bis 1994 war er Assistenzprofessor und Vogelkurator an den Abteilungen Ökologie und Systematik und Biowissenschaften der Cornell University. 1992 war er Gastprofessor für den Lehrgang Verhalten, Lebenszyklus und Populationsentwicklungsökologie an der Ben-Gurion-Universität im Negev in Israel. Von 1994 bis 2001 war er außerordentlicher Professor und Vogelkurator an der Abteilung für Ökologie und Evolutionsbiologie der Cornell University. 1995 war er Gastforscher an der Abteilung für Zoologie der University of Washington. Seit 2002 ist er ordentlicher Professor an der Abteilung für Ökologie und Evolutionsbiologie der Cornell University. Von 2011 bis 2017 war er Direktor des Cornell Museum of Vertebrates.
1976 studierte Winkler die Avifauna am Mono Lake, worüber er 1979 die Schrift An Ecologicial Study of Mono Lake, California veröffentlichte. In Vorbereitung auf seine Doktorarbeit kehrte er Anfang der 1980er Jahre dorthin zurück, um den Lebenszyklus der brütenden Kaliforniermöwen zu erforschen. Ende der 1980er Jahre konzentrierte sich Winklers Forschung auf den Lebenszyklus und die Migration von Schwalben. Ein weiteres Projekt ist Golondrinas de las Americas über die Fortpflanzungsbiologie der Schwalbengattung Tachycineta in Nord-, Mittel- und Südamerika. 
1996 verfasste Winkler den Eintrag über die Kaliforniermöwe und 2011 den Eintrag über die Sumpfschwalbe im Werk Birds of North America von Frank Gill. 2014 veröffentlichte er mit der Fotografin Marie Read das Buch Sierra Wings – Birds of the Mono Lake Basin und 2015 in Zusammenarbeit mit Irby Lovette und Shawn M. Billerman das Werk Bird Families of the World, An Invitation to the Spectacular Diversity of Birds.
Winkler ist Mitglied der American Ornithologists’ Union, der Association of Field Ornithologists, der British Ornithologists’ Union, der Cooper Ornithological Society, der Society for the Study of Evolution und der Wilson Ornithological Society.
Winkler ist seit 1986 mit der Biologin Amy Reed McCune verheiratet. Er ist Vater von Zwillingstöchtern.